# Plaza de toros de la calle Pergolese en París
La plaza de toros de la calle Pergolèse era un edificio para espectáculos taurinos y ecuestres que ya no existe, construido en el número 60 de la calle Pergolèse, en el XVI Distrito de París en 1889 y destruido en 1893.
Llamada Plaza de toros de la Exposición Universal de París (1889), esta plaza fue construida en veintiocho días, en la primavera de 1888, para la Exposición Universal de París de 1889. Su arquitectura era de ladrillo, siguiendo el modelo de las plazas de toros españolas y su capacidad era de 14 000 espectadores. Inaugurado el 28 de junio de 1889, acoge corridas de toros y espectáculos ecuestres españoles.

## Descripción
En 1865, ya existían espectáculos taurinos en el Hipódromo de París (Hipódromo de el Alma), pero fue solo para la Exposición Universal de 1878 que se decidió hacer una plaza de toros, un edificio de madera con capacidad para 14 000 espectadores. Construido en veintiocho días, inaugurado el 28 de junio de ese año, la plaza acogió figuras españolas ("estrellas") : "El Gordito", "El Gallo" . El 4 de julio “Lagartijo” mató ilegalmente allí al primer toro. Pero esta fiesta brava parisina no siguió y las plazas desaparecieron a partir de septiembre.
En 1888, una empresa formada por ganaderos españoles decide financiar la construcción de nuevas plazas de toros para la Exposición Universal de 1889. Construida en ladrillo con base de piedra y techo de metal, la plaza tenía forma de polígono con una pista de 56 metros de diámetro. Con capacidad para 22 000 espectadores, con butacas individuales, palcos y cubierta extraíble. Podría acomodar una gran orquesta.
Con sus once filas de graderías, cuadras con cuarenta puestos, seis corrales de 10 m2  cada uno rodeados de gruesos muros, patios y una gran sala de exposiciones donde se presentaba una colección de trajes de luces, objetos taurinos y documentos, y se jactaba de que no tenía nada que envidiar en los estadios de Madrid.

## Historia
Las fotografías de la época muestran que fueron realmente monumentales. La construcción, terminada para la Exposición Universal de París en 1889, había sido financiada en gran parte por ganaderos españoles. A partir del 14 de julio anunciaron la participación de los más grandes toreros del momento: Luis Mazzantini, Lagartijo, que aterrizó en la estación de Batignolles con 50 toros, 20 cabestros, 40 caballos y 200 personas.
La plaza fue inaugurada el sábado 10 de agosto de 1889 en presencia del Ministro del Interior, Ernest Constans. Adolphe Sax dirigió una orquesta de 120 músicos que tocaron, para el paseíllo, La Giralda y luego La Gracia de Dios, dos famosos pasodobles del compositor español Ramón Roig y Torné. El espectáculo incluyó un paseíllo con un pelotón de soldados de la guardia, cuatro alguaciles a caballo, dos a pie.
Los cuatro toreros del cartel de esta corrida fueron: Currito, Felipe García, Ángel Pastor y Frascuelo que torearon tres veces en esta arena, además de dos rejoneadores portugueses: Alfredo Tinoco y Luis do Rago.
Ese año se celebraron veintiocho corridas de toros en la plaza donde los toros enredados no fueron picados ni muertos, en los primeros espectáculos. Entonces el prefecto autorizó las normas de la tauromaquia española que se aplicó al año siguiente. En1890 , hubo 41 corridas, pero el prefecto volvió a cambiar de opinión y prohibió la matanza.
Al año siguiente, solo hubo 26 espectáculos, y como las figuras  (matadores estrella) se negaron a prestarse a una parodia de la tauromaquia, el público pronto abandonó las gradas. Probamos varios espectáculos derivados de la tauromaquia: charlotadas, toreo cómico, pero en 1893, la empresa que administraba los estadios quebró y se demolió el edificio que había costado una fortuna.